# Функтор (програмування)
Фу́нкціональний об'єкт (англ. function object), функтор, об'єкт-функція — концепція в програмуванні, яка передбачає використання об'єкта класу як функції (часто зі збереженням синтаксису виклику).

## Використання
Функтори легко використовувати для написання колбеків.

## CтаC++
В С++ функтор можливо визначити явно чи використати лямбда-вираз із замиканням як анонімний функтор.
Розглянемо приклад функції сортування, яка для порівняння двох елементів використовує колбек-функцію. Програма може мати такий вигляд:
```
#
 
include
 
<stdlib.h>

/* колбек-функція порівняння елементів */

int
 
compare_ints_function
(
void
 
*
A
,
 
void
 
*
B
)
 
{

  
return
 
*
((
int
 
*
)(
A
))
 
<
 
*
((
int
 
*
)(
B
));

}

…

/* С декларація функції сортування */

void
 
sort
(
void
 
*
first_item
,
 
size_t
 
item_size
,
 
void
 
*
last_item
,
 
int
 
(
*
cmpfunc
)(
void
 
*
,
 
void
 
*
));

…

int
 
main
(
void
)
 
{

    
int
 
items
[]
 
=
 
{
4
,
 
3
,
 
1
,
 
2
};

    
sort
((
void
 
*
)(
items
),
 
sizeof
(
int
),
 
(
void
 
*
)(
items
 
+
 
3
),
 
compare_ints_function
);

    
return
 
0
;

}

```

У C++ замість функції можна використати об'єкт класу в якому перевизначений оператор operator(). Програма може мати такий вигляд:
```
struct
 
compare_class
 
{

  
bool
 
operator
()(
int
 
A
,
 
int
 
B
)
 
const
 
{
 
return
 
A
 
<
 
B
;
 
}

};

…

// С++ декларація функції сортування

template
 
<
class
 
ComparisonFunctor
>

void
 
sort_ints
(
int
*
 
begin_items
,
 
int
 
num_items
,
 
ComparisonFunctor
 
c
);

…

int
 
main
()
 
{

    
int
 
items
[]
 
=
 
{
4
,
 
3
,
 
1
,
 
2
};

    
sort_ints
(
items
,
 
sizeof
(
items
)
/
sizeof
(
items
[
0
]),
 
compare_class
());

}

```

Зауваж, що синтаксис передачі колбеку в sort_ints() ідентичний, але в С++ варіанті передається об'єкт а не вказівник на функцію. Під час виклику колбек-функція виконується як і будь-який інший метод і тому має повний доступ до інших методів та полів класу.

## C#
У C# функтори реалізовано у вигляді делегатів.

## Objective-C
В Objective-C об'єкт-функція створюється шляхом використання класу NSInvocation. Для створення функтора потрібні: сигнатура методу, цільовий об'єкт та вказівник методу (selector). Приклад коду в якому викликається метод buildDocument:
```
// створення функтора

SEL
 
sel
 
=
 
@selector
(
buildDocument
);

NSInvocation
*
 
inv
 
=
 
[
NSInvocation
 
invocationWithMethodSignature
:

                     
[
self
 
methodSignatureForSelector
:
sel
]];

[
inv
 
setTarget
:
self
];

[
inv
 
setSelector
:
sel
];

// запустити викликати

[
inv
 
invoke
];

```

Перевага класу NSInvocation в тому що цільовий об'єкт можна змінити після створення екземпляру NSInvocation. Один екземпляр NSInvocation можна перевикористати для виклику на різних об'єктах.